# Chihuahua (cão)
Chiuaua ou chihuahua[nota] (em castelhano:  Chihuahueño, palavra de etimologia obscura, provavelmente de língua náuatle) é uma raça de cães indígenas de pequeno porte originária do México. É uma das menores raças do mundo, ganha em medidas com o Pequeno cão russo. Se divide na variedade de pelo longo e de pelo curto. De acordo com a Federação Cinológica Internacional, a raça é de padrão 218, inserida no grupo 9, pertencente a seção 6. Seu nome vem da região de Chihuahua no México e é descrito como extremamente delicado, afetuoso e possessivo. Assim como todo cão de luxo, como são chamados estes animais de companhia, o chihuahua não é propriamente um cão de caça, embora seja bem visto como um canino de guarda doméstico eficiente. Devido a seu tamanho e sua facilidade de adaptação, é bem tido como animal de estimação por donos inexperientes e práticos.
Sua origem não é totalmente conhecida e ainda que se saiba de sua raiz mexicana, foi cogitada a possibilidade de ter ancestrais no Antigo Egito ou na ilha de Cuba. Seu reconhecimento mundial deu-se no final do século XIX, mais precisamente em 1890, ano em que as importações da raça começaram a alcançar o mundo. No século seguinte, para popularizar ainda mais o cão, houve a aparição do chihuahua ao lado de artistas como a atriz mexicana Lupe Vélez, o diretor Victor Fleming e uma participação no longa-metragem de Cecil B. de Mille, em 1931. Todavia, o que de fato colaborou para a disseminação desta raça no mundo foi principalmente seu aspeto exótico e seu tamanho diminuto. O chihuahua é ainda uma das raças mais antigas a serem registradas no American Kennel Club. Seu tamanho reduzido limita suas atividades e gera graves problemas ósseos. Por ser um animal bastante dependente, conquistou o apelido de "cão de colo."
Culturalmente, filmes como Perdido pra cachorro e Legalmente loira tiveram a participação desta raça. Entre os chihuahuas mais famosos da sociedade humana estão: Boo Boo, o registrado menor cão do mundo; Tinkerbell, a cadela escritora de Paris Hilton; e Momo, primeira cachorra desta raça a tornar-se policial no Japão.

## Etimologia e significado
O nome chihuahua vem do original chihuahueño, que possui, na língua espanhola, cinco diferentes significados. Por definição, este nome pode significar "lugar das fábricas", apesar de não ter sido encontrada no dialeto local antes da fundação da cidade; "junto das águas", que remeteria ao encontro de dois rios, o Sacramento e o Chuviscar, ainda que a palavra resultante seja apenas assemelhada (Ocuabahuiqui); "lugar da pedra furada", que remeteria ao conselho da vila, embora seja impossível chegar a este significado cruzando as palavras em tarahumara, dialeto local; costalera o saquería, que designava uma bolsa de couro, embora fosse mais provável designar um local no qual era possível encontrar um dado mineral; e o mais aceito como significado, que seria "lugar seco e arenoso", palavra de origem nahua, descoberta e descrita por Félix Ramos y Duarte. Outras versões apontam para a língua náuatle: "lugar onde os rios se encontram" ou "lugar seco e arenoso", esta como significado mais provável e consensual, de uma junção de "xi" e "cuahua" para formar primordialmente "cuahuacqui", palavra usada para designar seca ou qualquer coisa seca ou ainda, areia.

## Origem e evolução

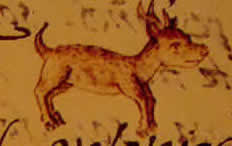
Um techichi, animal um dia considerado praticamente sagrado, é tido como o ancestral selvagem do chihuahua.

Sobre a origem deste canino não existe apenas uma teoria mas várias, que variam desde a China ao Império asteca, o que gera inúmeras questões. Por alguns, são considerados serem descendentes de uma raça semelhante e antiga, um pouco maior e associada com a realeza da civilização asteca conhecida como techichi. Em decorrência disso, pode-se dizer que esta é a raça mais antiga da América do Norte, com origens mexicanas, já que o seu nome é o do estado mexicano de Chihuahua. Já para outros parece que, apesar deste animal estar ligado a nação latino-americana, tenha sido introduzido no país pelos chineses.

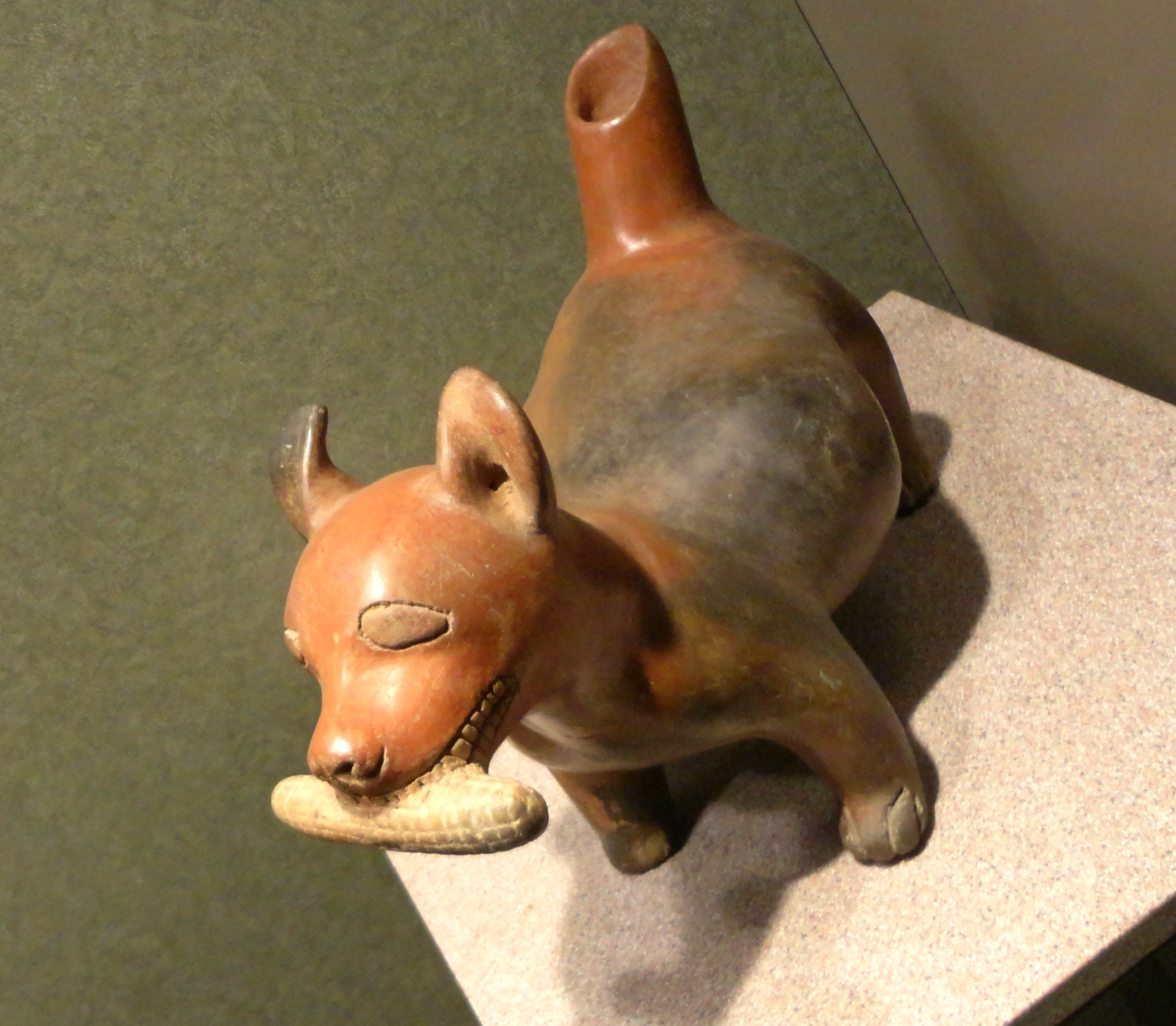
Um techichi levando milho, Museu Nacional de Antropologia.

Apesar das teorias, o que é realmente considerada é sua ligação com o techichi. Por terem sido encontradas imagens gravadas em pedras sobre esses animais, foi possível visualizar semelhanças entre elas. Alguns chegaram a afirmar que o techichi fora um animal selvagem capturado e domesticado pela civilização tolteca. A despeito disso, para aquela civilização, e apesar de não servir como cão de trabalho devido a seu tamanho, os techichis eram animais quase sagrados, com os quais as pessoas poderiam ter uma relação de amizade mesmo após a morte, e que estes os acompanhariam no além-vida. Isso significava que, quando o dono morresse, o cão deveria ser enterrado junto, fato este comprovado em tumbas encontradas na região, com homem e cão um ao lado do outro. Enquanto raça legalmente mexicana, as evidências que isso afirmam são comprovadas pelo fato de a maioria dos registros dessa antiga raça tenham sido encontrados próximos da Cidade do México. Por essas razões, especula-se que ele tenha sido criado, a partir do cruzamento do techichi, com um pequeno cão pelado que foi trazido da Ásia para o Alasca, supostamente responsável pela baixa estatura do canino. No que diz respeito a especulações, existem ainda as teorias de que o cão tenha vindo de uma ilha cubana ou do Egito, devido a ossadas encontradas serem bastante assemelhadas ao chihuahua. Todavia, estes indícios remontam a 1000 a.C e nada se sabe a respeito da semelhança das raças.

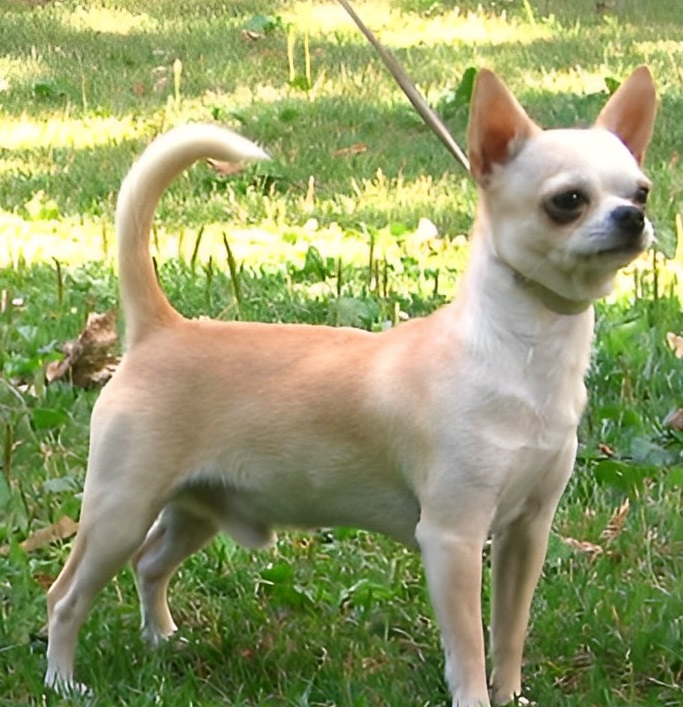
O chihuahua, acredita-se, possui forte parentesco com o techichi, do qual só não herdou o tamanho.

Antes de chegar aos Estados Unidos e após as invasões espanholas, que exterminaram a civilização tolteca, o chihuahua foi deixado a outros nativos, o que gerou o risco de extinção pelo desconhecimento do tratamento destes caninos. Contudo, a sua reprodução deu-se de forma satisfatória até à sua descoberta pelos norte-americanos, que nomearam a raça como Arizona e Texas, e ajudaram nos cruzamentos daqueles pequenos animais.
O que há de certo é que várias histórias foram formuladas a respeito do passado deste cão, e em todos esses registros, de onde possivelmente ele pode ter se originado, sempre há a descrição de um canino semelhante ao moderno chihuahua. Porém, o passo seguinte foi reconhecer o animal mundialmente como raça, algo até então só ocorrido nos Estados Unidos. No século XIX, a raça foi transportada para outros locais. Na América, participava de competições de raça e teve seu primeiro exemplar registrado em 1914.
 A partir deste momento, o "refinamento" da raça tornou-se constante e com isso reduziu-se o seu tamanho, tornando o animal mais fino e criou-se a variação de subpelo. Como ajuda na divulgação deste novo cão, Lupe Velez, famosa atriz mexicana, e Xavier Cugat, apareceram a seu lado. Durante a Segunda Guerra Mundial, no entanto, o chihuahua foi quase extinto. A despeito disso, sua criação posterior voltou ao normal e a raça recuperou-se numericamente, conquistando pouco a pouco espaço como raça de companhia em lares pelo mundo.
Sua popularidade foi atingida devido a sua excentricidade, aparições em filmes e televisão, fragilidade e tamanho, características importantes que ajudaram o chihuahua a conquistar o apelido de "cão de colo", que despertam o instinto maternal e a necessidade do ser humano em acolher e cuidar.

## Características
Bem como os demais cães, os chihuahuas possuem características físicas bastante similares aos de seu antepassado, o lobo. Apesar do tamanho, é ainda bastante similar a um dobermann e a um aidi, que podem pesar até quarenta vezes mais.

### Proximidade com o lobo
A proximidade do chihuahua com seu antepassado pode ser traçada de maneira aproximada se forem considerados os achados mais antigos relacionados a raça em si. Proveninente de uma região na qual a influência ancestral não foi primeira, não é possível revelar a ligação direta, embora seja reconhecido que um pequinês é mais próximo do lobo que um golden retriever. É admitido ainda que o chihuahua possa ter sido um descendente de um cão selvagem e de um outro domesticado, levado pelo homem ao continente americano, saído da Ásia.
"Nascida" no século XVIII, quando os norte-americanos ajudaram a desenvolver o chihuahua como se apresenta hoje, pode-se afirmar que este pequeno cão é uma raça moderna, produzida através de cruzamentos artificiais na busca por características específicas, neste caso, um exótico canino de colo, que "pede" pela atenção e cuidados humanos, ao passo que outros cães pequenos foram produzidos para atender as necessidades da caça, como os terriers. Em teste realizado para descobrir o grau de parentesco entre cães e o lobo, o chihuahua não participou. Contudo, por razões específicas, muitos de seus traços instintivos foram perdidos para que pudesse fazer parte de famílias como um eterno bebê.

### Anatomia geral e estrutura externa

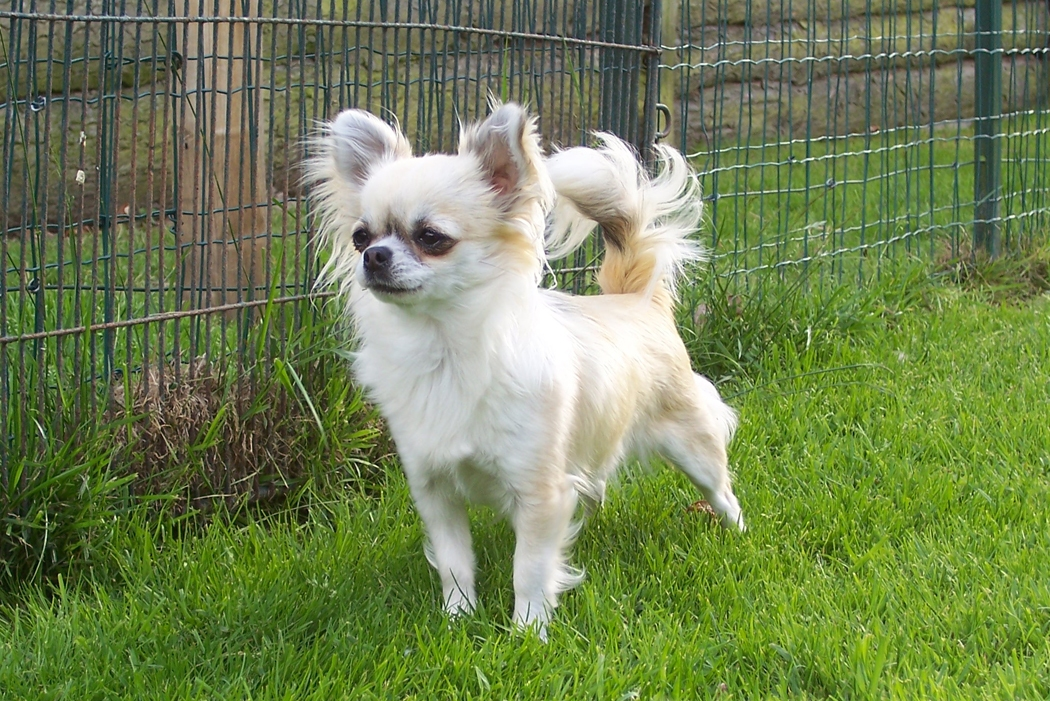
A pelagem longa do chihuahua é mais raramente encontrada que a variação de pelo curto.

Como cão, o chihuahua é um animal quadrúpede e digitígrado, o que lhe assegura agilidade e precisão de movimentos para locomoção. É ainda um mamífero doméstico popular e pode chegar a viver em média doze anos, podendo a passar dos dezoito. Com base na classificação geral dos cães, estes pequenos animais estão incluídos na subcategoria pequena, para cães com menos de 10 kg e na subcategoria longilíneos, para caninos que apresentam seu comprimento superior a sua largura e espessura, ou seja, mais longos que robustos.
Com os demais cães o chihuahua divide características anatômicas idênticas, como as patas, a mandíbula, o stop e a cauda, seja ela cortada ou não. Sua estatura está compreendida entre os 15 e os 23 cm e é proporcional a seu peso, que varia de 1 a 3 kg, tendo os exemplares menores uma melhor apreciação. Tem um crânio em forma de maçã, com o focinho curto e pontudo e olhos redondos, desproporcionais a sua cabeça. É um animal de orelhas grandes bem separadas entre si. Seu corpo é compacto, porém mais comprido que alto. Sua cauda é curvada sobre o dorso ou de lado e sua pelagem tem as cores fulvo-claro, areia, marrom, prateado e azul-aço, seja unicolor ou malhada. Este cão possui ainda duas variações, sendo encontrado com as pelagens curta e alongada e ondulada, sendo esta segunda, mais rara.
Sua pele é lisa e elástica, seu comprimento é quase do mesmo tamanho que a altura da cernelha, de tronco quase quadrado, especialmente nos machos. Entretanto, nas fêmeas o tronco é um pouco maior, o que ajuda em sua função reprodutiva. Sua dentição em geral é vista em forma de tesoura, embora seja comum encontrar mordeduras em torquês, ou até mesmo com um leve prognatismo. Todas as cores são admissíveis, inclusive todas as combinações de cores e quanto mais exótico, mais desejável se torna este canino. Todavia, a cor mais comum é a rubi escuro.

### Estrutura interna

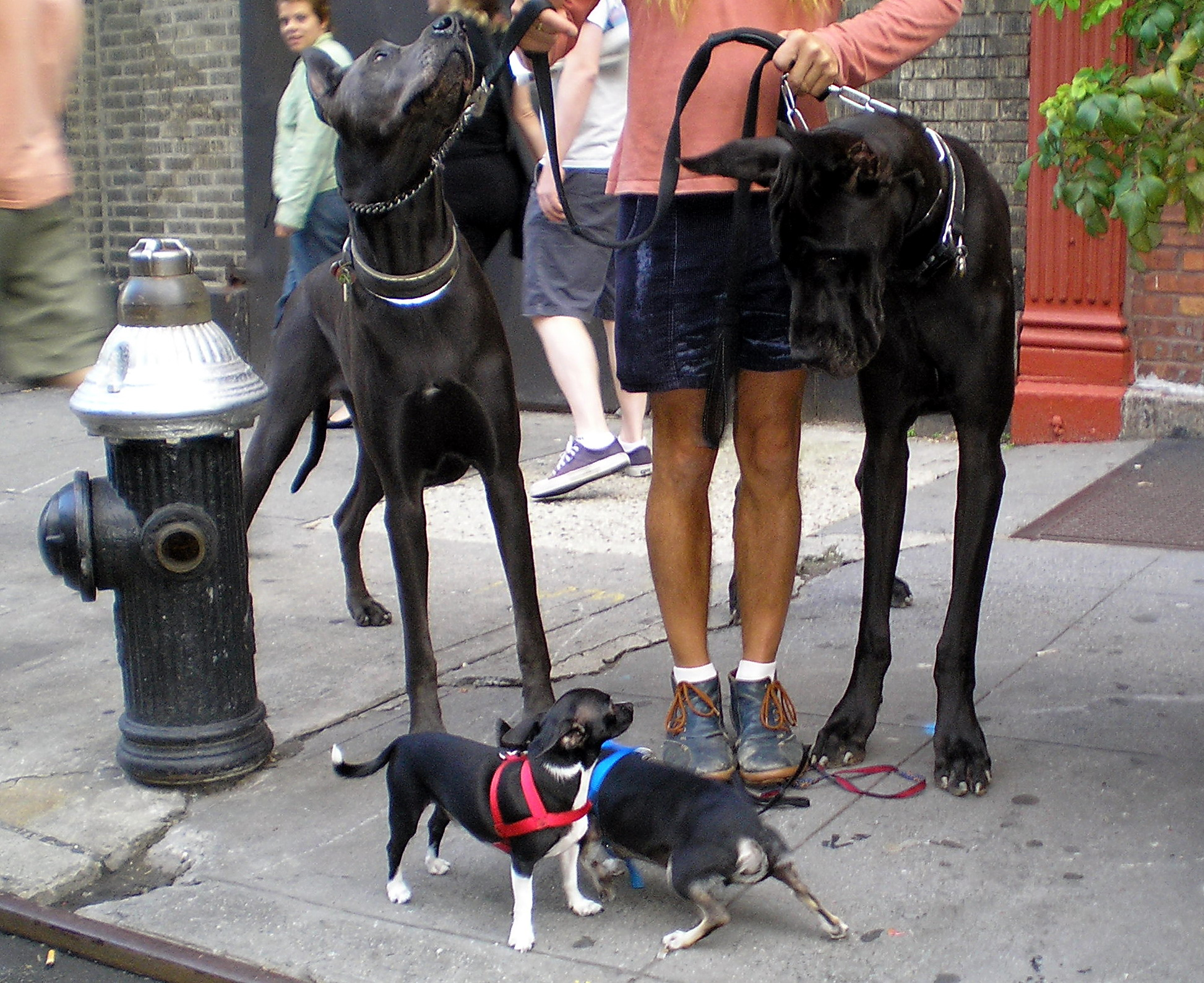
A principal diferença entre o chihuahua e as demais raças, exceto o pequeno cão russo, reside no tamanho e na fragilidade de sua estrutura miniatura.

Internamente a diferença entre o chihuahua e as mais variadas raças caninas reside principalmente no tamanho. Sendo um dos menores cães do mundo, este animal, entretanto, divide as mesmas características inclusive com seu ancestral, o lobo. Exceto por sua aparente pequenez, suas estruturas óssea e muscular são idênticas, ou seja, são internamente uma constante no mundo canino. As raças, grandes e pequenas são bem desenvolvidas, o que gera iguais habilidades, embora diferentes limitações. Seus tendões são muito similares aos do lobo, bem como sua arcada dentária, desenvolvida para segurar, rasgar, cortar, morder e triturar, apesar de sua força não poder ser comparada a de um pastor-alemão. Além disso, seu sistema nervoso é idêntico ao dos demais cães, e seu cérebro, apesar de ser um dos menores no mundo canino, não sofre com o estresse da vida selvagem ou do trabalho. Sua produção glandular é igual a dos demais exemplares caninos, bem como seus coxins em suas patas, adaptados para suportarem os pesos de cada raça. Bem como nos demais mamíferos, sua pele é o maior dos órgãos e compõe a maior parte de seu sistema imunológico.
Ainda que os tamanhos se apresentem diferentes, as funcionalidades internas, como a dos pulmões e do coração, são as mesmas para todos os cães, inclusive no que respeita a doenças e debilidades que podem afetar estes órgãos. Seu sangue, por exemplo, distribui nutrientes e oxigênio por todo o corpo, enquanto as costelas protegem seus órgãos vitais. Seu sistema digestivo varia em especificações, como sensibilidades a determinados alimentos, mas não em função. Nos chihuahuas e nos cães em geral o estômago é desproporcional (apresenta-se maior) e os intestinos menores, já que este sistema desenvolveu-se ancestralmente para devorar as presas no ato das caçadas. Seu sistema reprodutivo, no entanto, possui algumas particularidades: cães maiores reproduzem-se em maior número por vez, já que há espaço no útero das fêmeas.
Em geral, exceto por diferenciações na aparência, nos tamanhos — algumas geradas pelas seleções artificiais — e nas exigências físicas sob cada específica raça, estes caninos apresentam a mesma estrutura interna e externa de um malamute-do-alasca, que pesa em média setenta vezes mais.

### Os sentidos
Os chihuahuas, apesar de pesarem um máximo de 3 kg, são membros da família dos canídeos e possuem características semelhantes às raposas e coiotes, dividindo o físico e os sentidos com a família de predadores dos lobos. Estes pequenos caninos possuem sentidos apurados que não se perderam após os cruzamentos seletivos. Seus sentidos sensoriais — olfato, visão, audição, paladar e tato — são cinco:
O olfato é um dos principais sentidos do chihuahua. Sua sensibilidade é graças as ramificações dos nervos olfativos na cavidade nasal, que chegam a ser 32 vezes maior que a de um ser humano, embora seja considerada bastante inferior que a de um beagle, descrito como um dos melhores farejadores entre os cães. Todavia, os chihuahuas dividem em algo em comum com todas as raças caninas: o sistema de identificação individual, que funciona como uma impressão digital, já que cada animal possui um grande número de fendas nasais permanentes capazes de capturarem cada cheiro individualmente. Sua audição é outro sentido bem desenvolvido, capaz de ouvir sons de alta frequência e baixo volume. Suas orelhas grandes e eretas, são direcionáveis, o que facilita a localização do som. Sua sensibilidade auditiva o permite ainda discernir palavras. No chihuahua, a audição é dita o sentido mais apurado, o que o torna um excelente cão de alerta doméstico.
Sua visão é outro sentido apurado, se comparada ao ser humano, além de possuir boa visão noturna. Seu campo de visão é tão grande quanto a um pug, que possui olhos bem periféricos. Este sentido é descrito como bicromático — já que os cães distinguem apenas as cores amarela e azul — somado ao branco e preto. Ainda que consigam captar movimentos com maior facilidade que o homem, não possuem uma desenvolvida capacidade de foco. É ainda através da visão que muitos cães demonstram traços comportamentais e, no chihuahua, seus grandes olhos representam para o ser humano a necessidade de cuidado e afeto. Como para os demais caninos, o tato é classificado como pouco desenvolvido, sendo contudo, fundamental para a relação afetiva. Já o paladar, outro sentido pouco desenvolvido, justifica a capacidade canina de consumir diariamente sempre o mesmo alimento.

### Reprodução e filhotes

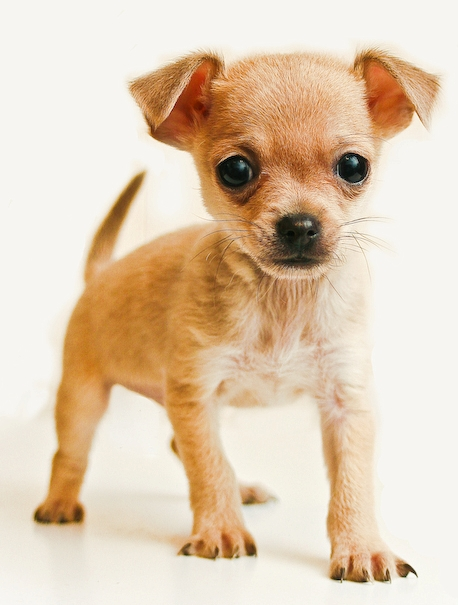
Os cuidados com o chihuahua iniciam-se em seu nascimento, já que, se comparado a outras raças, seu físico é delicado.

O sistema reprodutor canino é semelhante ao do ser humano, excluídas as particularidades. Para a chihuahua, bem como para as demais cadelas, a gestação é de sessenta dias. Por ser um animal pequeno é comum para estas fêmeas darem a luz a um número reduzido de filhotes, entre dois e três, mais raramente, quatro, embora haja relatos de chihuahuas que tenham tido seis filhotes. A fêmea ainda requer cuidados alimentares, de nutrientes ricos em vitaminas, proteínas e cálcio.
Por ser chamado cão de colo e por isso tem seus exemplares menores mais valorizados, a reprodução do chihuahua é, em geral, assistida, devido ainda ao fato de ser uma raça criada para manipulação do pedigree. Seus cruzamentos são controlados e por vezes usa-se de inseminação artificial. Nos chamados cruzamentos naturais, o processo é iniciado na fase do cio da fêmea, que dura em média de quinze a vinte dias, cujo ápice da fertilidade é atingido entre os 8.º e 11.º dias. Como nas demais raças, as chihuahua nascem com um número definido de óvulos, ao passo que os machos permanecem férteis até a idade sênior.
Apesar de sua constituição miniatura, os filhotes destes caninos são descritos como ativos e brincalhões. Todavia, os cuidados especiais com seu tamanho iniciam-se desde o nascimento para que não sejam vítimas de quedas, que podem comprometer sua ossatura ainda em formação. Entre as peculiaridades destes filhotes, estão o fato de poderem ser criados por qualquer outra raça, já que são adaptáveis, ainda que os cuidados sejam exigidos, em vista da diferença de tamanho e peso entre o filhote do chihuahua e qualquer outro canino; e o inconveniente de não poderem ser banhados até os cinco meses de vida.
Em cães de companhia, a esterilização e a castração variam de acordo com criador e dono, dependendo dos objetivos. Em geral, estes processos são considerados por alguns donos devido aos benefícios vistos por eles. Por exemplo, de acordo com estudos, os machos castrados tendem a ser mais passivos e não necessitam marcar os territórios, pois não precisam demonstrar dominância; já as fêmeas parecem viver dezoito meses a mais que as não-castradas. Contudo, os procedimentos em si consistem na remoção dos órgãos reprodutores. Enquanto retira-se o útero e os ovários das fêmeas, retira-se os testículos dos machos.

### Envelhecimento, comunicação e locomoção

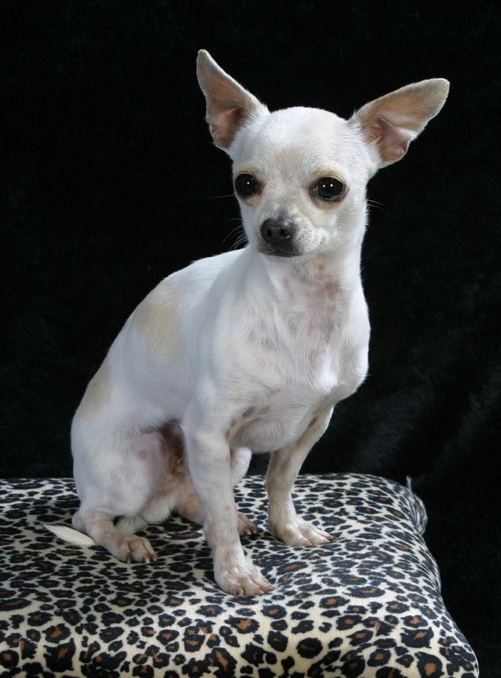
Sua frágil constituição, com o chegar da velhice, torna-se ainda mais delicada e requer uma maior atenção da parte de seus donos. Entre as principais enfermidades que podem acometer estes idosos cães está o nervosismo.

O chihuahua, considerado o menor cão do mundo, vive uma média variável entre quinze e dezoito anos, o que, se comparado a cães maiores, é longa. Todavia, o processo de envelhecimento canino é ainda estudado e uma nova teoria foi elaborada para tentar explicar as variações na expectativa de vida entre as raças. Como cão de porte pequeno e miniatura de colo, o resultado obtido para o chihuahua foi a soma dos cinco primeiros anos caninos para um ano humano. A partir daí são contados quatro anos de um cão pequeno para um vivido pelo homem, ao passo que em cães maiores, de maturidade mais lenta, a tendência é de envelhecimento mais rápido. Isto é devido às diferentes fases de crescimento do cão: enquanto um chihuahua atinge seu peso máximo em geral antes mesmo dos quatro meses de idade, um mastiff necessita de, no mínimo, dezoito meses para chegar aos 60 kg, e suas exigências alimentares para o crescimento saudável são descritas como enormes. Com base nessas afirmações, pode-se dizer que o chihuahua nascido no mesmo dia e ano que um homem, tenha, cinco anos humanos mais tarde, o equivalente a 21 anos.
Os chihuahuas seniores tendem a sofrer com doenças, dores e alterações comportamentais. Por essa razão, é importante dar atenção às mudanças da idade para suprir as novas necessidades. Entre os principais males que podem acometer estes idosos caninos estão o nervosismo e os problemas ósseos, além de doenças e problemas comuns as demais raças, como o mal de Alzheimer e a depressão, a perda de tonicidade cardíaca e da flexibilidade articular. Ainda especificamente nos chihuahuas, é também necessário que se atente à alimentação com maior cuidado, bem como às mudanças de temperatura, pois este cão, sempre delicado, o é ainda mais na velhice. Além disso, a visão e a audição prejudicadas, a quietude e a descoloração da pelagem são fatores do envelhecimento descritos como normais, que afetam todas as raças.
O cão africano basenji comunica primordialmente através de uivos, ao passo que os chihuahuas, enquanto cães de temperamento excitado, ativo e atento, preferem os latidos como meio principal de comunicação com o ser humano e com outros caninos, em particular com outros chihuahuas. Estes pequenos ainda usam da linguagem corporal para demonstrarem medo, ansiedade, interesse, alegria e outras emoções, e para se socializarem e descobrirem seu lugar no convívio com os outros, já que são animais gregários. Por preferirem os latidos, seja para atrair atenção ou para alertar, o chihuahua pode passar por medidas corretivas, vistas pelo ser humano como soluções. Entre as medidas mais comumente aplicadas estão o uso de coleiras antilatidos e os jatos de citronela no focinho.
Tal como ocorre com os demais caninos, sua locomoção dá-se graças a seus sistemas ósseo, articular e muscular. Os chihuahuas são quadrúpedes e usam de suas duas alturas para andar: escapular e pélvica. Seu sistema neuro-muscular exerce as funções de contração e relaxamento, graças a ligação ao sistema nervoso e as articulações, proporcionando então a possibilidade da locomoção. Em suas patas, os coxins são a única parte da pele com glândulas sudoríparas, que ajuda a mantê-las flexíveis para tornar o andar mais preciso, devido a sua capacidade de aderência e adaptação. Os coxins são também pouco sensíveis, o que facilita quando em situações rigorosas. A locomoção do canino recebe um nome diferenciado, chamado andadura, que constitui o ritmo e o modo de andar do animal. Nos chihuahuas, que possuem suas patas viradas para frente, a andadura comum é a fluente, de movimentos vivos.

### O padrão da raça pela FCI
De acordo com o padrão extraído FCI, o chihuahua deve enquadrar-se dentro das seguintes exigências para pertencer ao seguinte grupo:
| Grupo padrão FCI |
| --- |
| Grupo 9 - Cães de Companhia Seção 6 - Chihuahuas Padrão FCI no 218 - 24 de março de 2004 País de origem: México Nome no país de origem: Chihuahua Utilização: Companhia - Sem prova de trabalho |

| Exigência para padronização da raça |
| --- |
| Talhe - Peso: de 3 a 5 kg - Altura na cernelha: Somente o peso é levado em consideração nesta raça - Comprimento: Miniatura Pelagem - Pelo Curto: o pelo é curto e assentado em todo o corpo, ligeiramente mais longo quando apresenta capa interna (subpêlo); se permite escassez na garganta e no abdome. É ligeiramente mais longo no pescoço e na cauda, curto na cara e nas orelhas; é brilhante e sua textura suave. Não se aceitam os exemplares sem pelo. - Pelo Longo: o pelo deve ser fino e sedoso, liso ou ligeiramente ondulado; é desejada a capa interna (subpêlo) no muito denso. Apresenta pelo muito longo em forma de pluma nas orelhas, pescoço, face posterior dos membros anteriores e posteriores, patas e cauda. Não se aceitam os exemplares com pelo longo e esponjado. Cabeça - Crânio: crânio no formato de maçã, o que é uma característica da raça. - Depressão Naso-frontal: é bastante marcada funda e ampla. - Focinho: curto; visto de perfil mantém uma linha reta, sendo mais largo na raiz e afilando-se para a ponta. - Trufa: moderadamente curta e ligeiramente respingada; qualquer cor é permitida. - Lábios: modelados, assim como as bochechas pouco desenvolvidas, e ajustados. - Mordedura: Com mordedura em tesoura ou torquês; a prognatismo superior ou inferior (retrognatismo) são seriamente penalizados, assim como qualquer deformação maxilar ou mandibular. - Olhos: grandes e redondos, muito expressivos e escuros, embora os claros também sejam aceitáveis, mas não são desejáveis. - Orelhas: grandes, eretas e sem pregas; largas na raiz se reduzem gradualmente até terminar ligeiramente arredondadas na ponta. Estando em repouso formam um ângulo de 45° para os lados. Tronco - Linha superior: reta. - Cernelha: pouco marcada. - Dorso: curto e firme. - Peito: com tórax amplo e profundo. - Costelas: bem arqueadas. - Ventre: esgalgado, porém o ventre flácido é permitido, mas, não desejável. - Lombo: bem musculado. - Linha inferior: determinado por uma retração ventral, a qual deverá ser bem delineada. - Garupa: ampla e forte, nunca caída. Membros - Anteriores: retos e de bom comprimento; vistos de frente apresentam-se alinhados com os cotovelos; vistos de perfil são bem aprumados. - Ombros: bem modelados, moderadamente musculosos, com boa angulação na articulação escápuloumeral. - Braços: padrão não comenta. - Cotovelos: trabalham firmes e ajustados rente ao tórax, permitindo liberdade de movimentos. - Antebraços: padrão não comenta. - Carpos: padrão não comenta. - Metacarpos: um pouco inclinados, fortes e flexíveis. - Patas: muito pequenas e ovuladas, com os dígitos separados, porém não alongados, suas unhas são moderadamente grossas, com as almofadas bem desenvolvidas, muito elásticas e curva. - Posteriores: bem forte, com ossos grossos, bem eretos e paralelos com boa angulação nas articulações coxofemorais, de joelho e de jarretes de acordo com os membros anteriores. - Jarretes: curtos, com tendões bem desenvolvidos; vistos por trás são separados, retos e verticais. - Coxas: padrão não comenta. - Joelhos: bem angulado. - Pernas: padrão não comenta. - Metatarsos: padrão não comenta. - Cauda: moderadamente larga, de inserção alta, larga na raiz reduzindo gradualmente para a ponta. Sendo o porte uma das características da raça estando elevada, arqueada ou em semicírculo com a ponta direcionada para o lombo, proporcionando equilíbrio ao corpo. Revestida de pêlos em harmonia com o resto do corpo segundo a variedade. Na variedade Pelo Longo revestida com pêlo em forma de plumagem; em repouso é caída em suave gancho. - Movimentação: apresenta um passo largo e flexível, firme e ativo, com bom alcance anterior e muita propulsão posterior. Visto de atrás, os jarretes devem manter-se quase paralelos entre si, colocando as patas dos membros posteriores nas pegadas dos anteriores. Os membros tendem a convergir em direção de uma linha central de gravidade, conforme aumenta a velocidade. Revelam grande elasticidade e liberdade, sem nenhum esforço, com a cabeça sempre alta e o dorso firme. |

## Saúde

### Alimentação e higiene

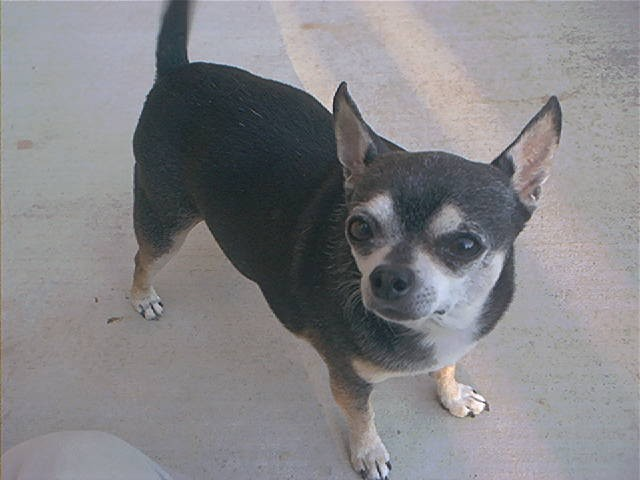
A obesidade em um chihuahua não é algo tão incomum: caso não se exercite e seja mal alimentado, os cães de colo tendem a engordar.

Os chihuahuas são carnívoros e deve-se tomar cuidado para fornecer a eles alimentação adequada e equilibrada. Ao mesmo tempo, deve-se ter cuidado para não alimentar demais esta raça pequena. Como mamífero carnívoro, o chihuahua é capaz de comer o mesmo que come um ser humano, embora seja largamente pedido que não os alimente com doces e chocolates, já que estes podem ser tóxicos, causando-lhes diabetes, obesidade e até mesmo levando-os ao óbito.
Os chihuahuas com excesso de peso tendem a ter problemas com os ligamentos, colapso da traqueia, bronquite crônica e esperança de vida encurtada. Alguns potenciais compradores buscam animais extremamente pequenos. Estes podem estar doentes ou desnutridos, ou ainda, se forem saudáveis, podem ter vida curta e problemas de saúde devido ao extremo nanismo. Para que se tenha um exemplar saudável, é importante alimentá-lo apenas com sua ração (específica para seu tamanho e necessidades) ou simplesmente suas latas para raças pequenas. Outro conselho fortemente dado é que se mantenha a saúde de seus dentes, já que os chihuahuas podem viver até dezoito anos e tratamento dentário em caninos não é algo simples.
Apesar de haver afirmações de que o chihuahua só deve tomar banhos após a última dose de vacina, podem ser ministrados desde filhote, em casa, com água morna e em local sem correntes de vento e frio, já que este animal é bastante sensível a mudanças de temperatura, em particular a variedade de pelagem curta. Por ser um canino frágil, ainda apresenta o inconveniente de ser preferível que não tome banho junto a outros cães, para prevenir doenças ou até mesmo evitar o instinto caçador de um cachorro, já que, por ser diminuto, o chihuahua representa por vezes uma presa. Sua pelagem curta não requer muitos cuidados, embora a longa necessite de escovação e tosa.

### Doenças

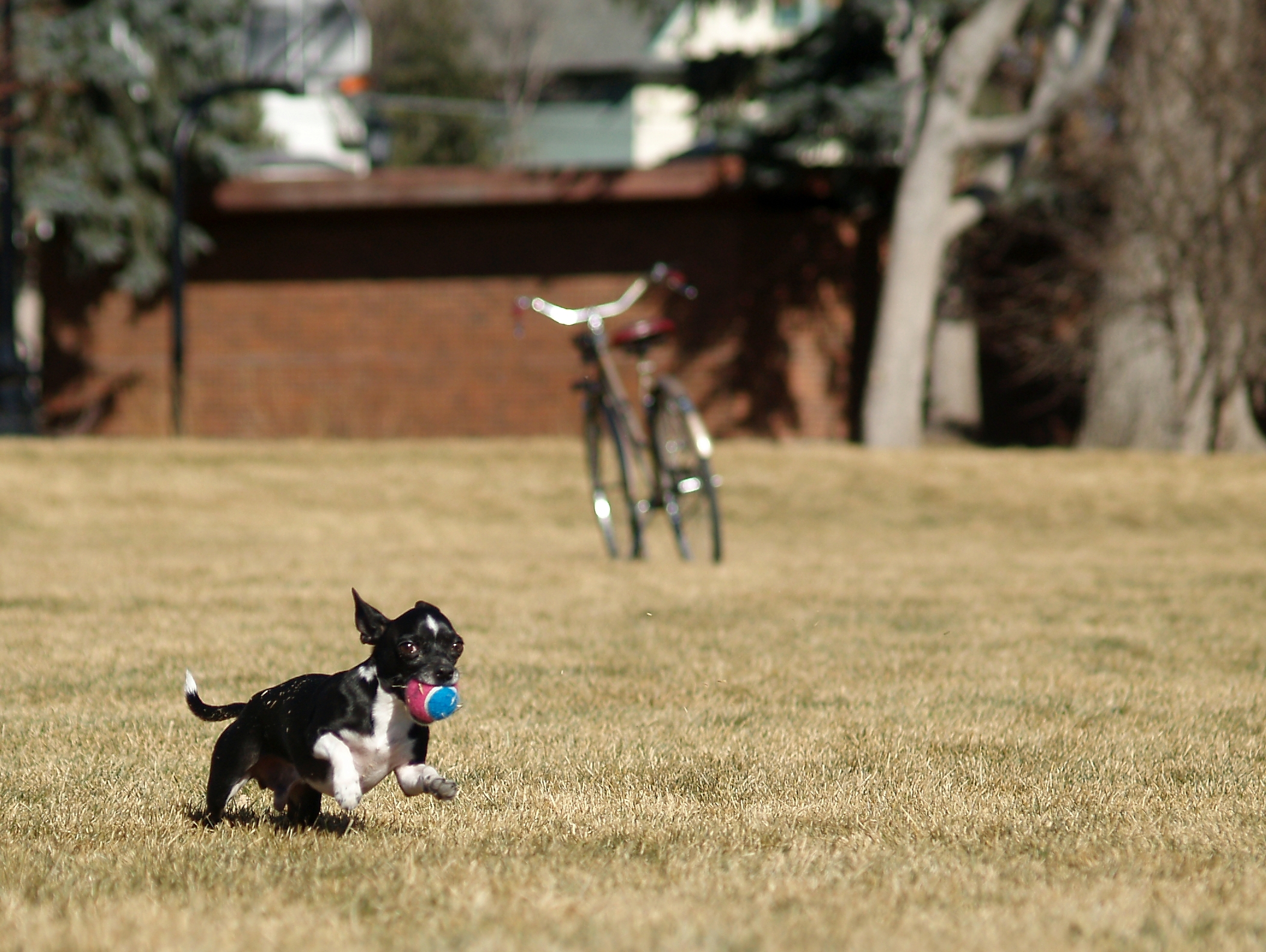
Um chihuahua saudável necessita de exercícios, boa alimentação e cuidados higiênicos.

Frutos de cruzamentos artificiais na busca por menores e mais puros exemplares, os chihuahuas desenvolveram problemas característicos, embora nem sempre específicos para a raça. A hipoglicemia, por exemplo, ocorre em decorrência da má alimentação, excesso de atividades e estresse e geralmente manifesta-se por meio de fraqueza, cansaço e dormência; A hidrocefalia é hereditária e pode ser diagnosticada através da moleira do filhote, conseguindo então ser tratada, embora não curada; A luxação da patela é o deslocamento do joelho, também doença hereditária incurável ainda que tratável; O colapso da traqueia ocorre quando esta torna-se enfraquecida e tratável com medicamentos ou cirurgia; Já o espirro reverso pode ser causado quando o cão é mal conduzido pela coleira ou pelo animal beber água rapidamente, e apresenta-se como condição momentânea, embora não tenha cura.
Como acontece com outras raças, os chihuahuas podem sofrer permanentemente com determinadas lesões, como aquela que ocorre nos nervos periféricos, que não se regeneram. Caso essas fibras se lesionem, resultarão em inatividade permanente de seu músculo. Estes pequenos também podem desenvolver doenças transmissíveis aos seres humanos, como dermatofitoses, intoxicações por salmonella, leptospirose e raiva. Todavia, essas enfermidades são controladas por meio de vacinação, tratamentos e tratos higiênicos. Doenças descritas como graves ou gravíssimas, como a cinomose e a parvovirose, caso não sejam diagnosticadas no princípio, dificilmente são curadas, e por isso a vacinação torna-se algo importante na vida deste canino doméstico. Pragas como pulgas e carrapatos podem também gerar doenças. Depressão e estresse são fatores psicológicos que afetam esta raça.

## Comportamento e relacionamento com o homem

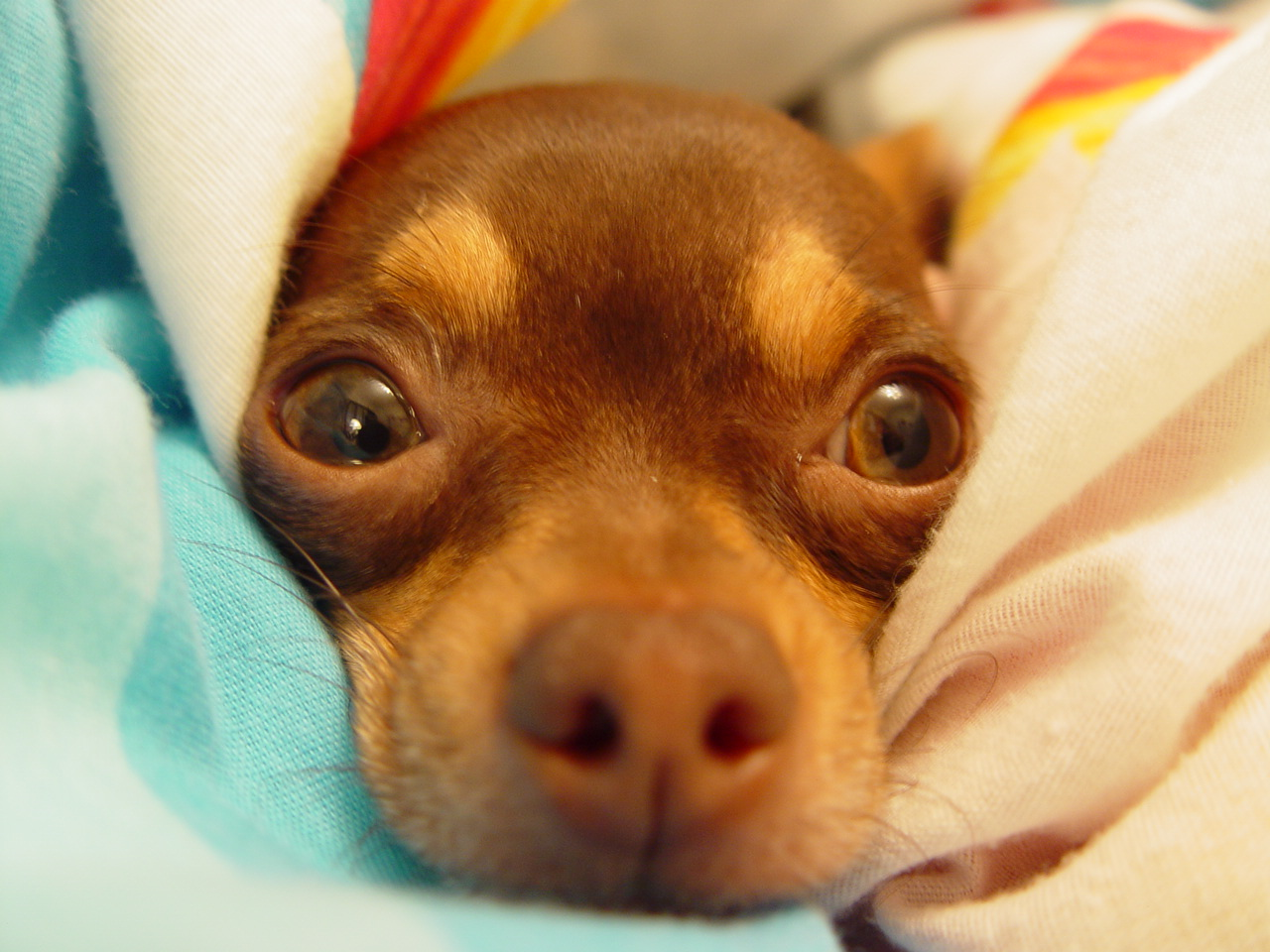
O chihuahua, enquanto parte da cultura humana, passou por cruzamentos para diminuir seu tamanho e para tornar-se um "eterno bebê", o que gerou alguns pontos negativos em sua personalidade. Apesar disso, é visto como o cão de colo número 1 no mundo, graças a seu 1 kg e sua aparência exótica.

De acordo com estudos sobre a inteligência canina e, principalmente, em lista elaborada pelo pesquisador e neuropsicólogo Stanley Coren, na qual divide a inteligência destes animais em três — adaptativa (capacidade de resolver problemas), instintiva (comportamento ditado geneticamente) e de obediência (capacidade de obedecer a comandos) — o chihuahua, apesar de ser considerado um cão doméstico bastante esperto, aparece no ranking na 67.ª colocação, dentro do grupo de cães de inteligência em trabalho e obediência razoáveis, o qual é composto, em maioria, por raças de pequeno porte.
Estes cãezinhos são conhecidos por sua personalidade e lealdade, embora se mostrem intolerantes com crianças, até mesmo por seu diminuto porte físico. No entanto, são reconhecidamente ágeis e inteligentes dentro de seus lares, embora sejam relutantes a comandos básicos. Seu tamanho o torna um cão adaptável a diversos ambientes, incluídos apartamentos, mansões e fazendas. Como ponto negativo, os chihuahuas apresentam-se propensos a instabilidade nervosa, o que os torna excessivamente medrosos, ciumentos ou agressivos. Tal propensão requer que este animal seja bem treinado desde cedo, a fim de adaptá-lo corretamente. Em geral, é descrito como um cão afetuoso, divertido, amoroso e bom companheiro.
Sua relação com o homem nasceu quando os norte-americanos os descobriram no México e iniciaram cruzamentos seletivos a fim de diminuir ainda mais os excêntricos cãezinhos e chegar ao padrão atual. Os chihuahuas são classificados por seus donos como cães de colo, daqueles que não precisam de muito exercício, ainda que pequenos passeios pela rua sejam recomendados. Chamado também de excelente cão de alerta, é necessário evitar que ele tenha o hábito de latir demasiadamente, o que pode gerar problemas no relacionamento homem e cão. Como outro fator negativo envolvendo a raça e o ser humano, está o fato do homem cruzar levianamente estes pequenos na busca pelo lucro, o que gera animais psicologicamente instáveis e uma visão de histéricos sobre os chihuahuas. Além desses, outros problemas advindos desta má qualificação humana no manusear o pedigree são a agressividade com crianças e a difícil domesticação, características não comuns em exemplares considerados puros. Para alguns, o chihuahua é ainda visto como muito delicado e uma presa relativamente fácil para animais maiores, incluídas aves como as corujas. Por essas razões, o adestramento de obediência é pauta constante em livros sobre estes caninos, que podem facilmente ser envenenados de forma letal após ingerirem pequenas quantidades de plantas ou comida.

## Os chihuahuas na cultura humana

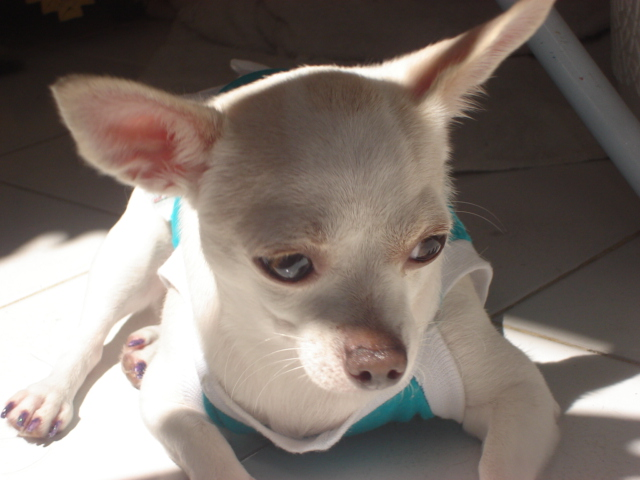
Ter sua imagem superexposta como cão-acessório causou o abandono em massa de chihuahuas nos Estados Unidos em 2011.

Presentes na sociedade humana desde a época dos toltecas, embora de forma diferente de como se apresentam hoje, os chihuahuas, além de despertarem a curiosidade do homem, despertaram também a preocupação. Para se ter um como "bebê de companhia" é preciso tomar uma série de cuidados e diversos livros têm sido lançados com capítulos inteiros explicando a necessidade de se atentar a esta miniatura canina. Por ser um animal de natureza curiosa, os conselhos vão desde os cuidados com a água em banheiros e cozinhas, até aos tratos com objetos pessoais, como brincos e maquiagem, que devem ser guardados em gavetas.
Durante as tentativas de popularizar a raça, esteve a adoção dela como "garota-propaganda" de uma rede de fast-food mexicana chamada Taco Bell. Ser uma das preferidas entre as celebridades, como a socialite norte-americana Paris Hilton e outros famosos, também ajudou e ainda colabora na popularização do diminuto cão. Entretanto, em 2011, os Estados Unidos tiveram um recorde de cães miniaturas abandonados, algo talvez causado pela superexposição do cãozinho na mídia, que levou a população norte-americana a usar os chihuahuas como acessórios da moda para depois os deixar em abrigos devido aos cuidados que os pequenos cães exigem. Essa situação foi cuidada pela intervenção de uma organização local que resgatou dezenas de cães para serem adotados, sendo esta apenas a primeira operação.
A presença do chihuahua em filmes e na televisão teve início em 1991. O desenho Ren & Stimpy teve a primeira aparição de chihuahuas em meios de comunicação enquanto protagonista: nesta série, Ren Hoek é um cão neurótico que frequentemente sente necessidade de se livrar do seu amigo, o gato Stimpy. O desenho teve seis temporadas e foi lançado em 11 de agosto de 1991, terminando em 14 de novembro de 1996. Ren & Stimpy ainda foi destaque por causar polêmica entre pais e psicólogos, já que Stimpy, apesar de sempre bem educado e simpático, sofria com as loucuras do chihuahua. Cinco anos mais tarde foi lançado o filme Marte Ataca!, no qual marcianos invadiam a Terra. O chihuahua que aparece na película é chamado Poppy, e em experiência alienígena o animal trocava sua cabeça pela da jornalista Nathalie Lake, personagem interpretada por Sarah Jessica Parker. O cachorro também apareceu em mais três filmes de repercussão: Perdido pra cachorro, Legalmente loira e Legalmente loira 2. No primeiro filme, a protagonista Chloe é uma rica chihuahua, que se perde no México, recebendo então a ajuda de três outros cães, um rato e duas pessoas na tentativa de voltar para casa e resgatar o amor de sua vida, Papi. Já nos outros dois filmes, Brusier é o cão de colo de Elle Woods, a loira que tenta provar ser inteligente, interpretada pela norte-americana Reese Whiterspoon. Como destaque desta série, está o fato do cãozinho ser gay. A paródia da série Twilight de 2010, chamada Vampires Suck, traz um lobisomem que, quando nervoso, se transforma num chihuahua. No filme Transformers e em sua sequência Transformers: Revenge of the Fallen um dos robôs assume a forma de um chihuahua, por decisão do diretor Michael Bay, pois assim seria mais engraçado.
Entre os chihuahuas mais famosos na sociedade humana estão Boo Boo, registrado no Livro dos Recordes do ano de 2011 como o menor cão do mundo: se comparado a objetos, este chihuahua é do tamanho de uma lata de Coca-Cola; Tinkerbell, a cachorrinha de Paris Hilton, que "escreveu" o livro Tinkerbell Hilton Diaries e atuou ao lado de sua dona no programa The Simple Life; Geraldo, que figurou no filme Batman Returns; e Momo, a primeira chihuahua policial japonesa, que ajuda em missões de resgate na prefeitura de Nara após desastres como terremotos, já que é capaz de entrar em lugares muito pequenos.